# Politiezone Bilzen/Hoeselt/Riemst
De Politiezone Bilzen/Hoeselt/Riemst (zonenummer 5381) is een Belgische politiezone bestaande uit de gemeenten Bilzen-Hoeselt en Riemst. De politiezone behoort tot het gerechtelijk arrondissement Limburg.
De zone wordt geleid door korpschef Dirk Claes.
Het hoofdcommissariaat van de politiezone is gelegen aan Schureveld 11 in Bilzen.